# بيتر كوستيلو
بيتر كوستيلو (بالإنجليزية: Peter Costello)‏ هو محامي واقتصادي وسياسي أسترالي، ولد في 14 أغسطس 1957 في ملبورن في أستراليا. حزبياً، نشط في الحزب الليبرالي الأسترالي. وقد انتخب مندوب المؤتمر الدستوري الأسترالي 1998 وقد انضم خلال فترته النيابية (2 فبراير 1998 – 13 فبراير 1998)  للكتلة البرلمانية حكومة أستراليا وانتخب أمين صندوق أستراليا ‏ (11 مارس 1996 – 3 ديسمبر 2007) وانتخب عضو مجلس النواب الأسترالي عن دائرة هيغينز ‏ (24 مارس 1990 – 19 أكتوبر 2009).

## روابط خارجية
- بيتر كوستيلو على موقع IMDb (الإنجليزية)